# Az Anyák gyöngye epizódjainak listája
Az itt található epizódlista az Anyák gyöngye című amerikai televíziós sorozat epizódjait tartalmazza. A sorozat az Egyesült Államokban 2013. szeptember 23-án debütált a CBS-en. Magyarországon az RTL II mutatta be 2016. október 24-én.

## Évados áttekintés
| Évad | Évad | Részek száma | Részek száma | Eredeti sugárzás     | Eredeti sugárzás  | Eredeti adó | Magyar sugárzás      | Magyar sugárzás      | Magyar adó |
| Évad | Évad | Részek száma | Részek száma | Évadbemutató         | Évadzáró          | Eredeti adó | Évadbemutató         | Évadzáró             | Magyar adó |
| ---- | ---- | ------------ | ------------ | -------------------- | ----------------- | ----------- | -------------------- | -------------------- | ---------- |
|      | 1.   | 22           | 22           | 2013. szeptember 23. | 2014. április 14. | CBS         | 2016. október 24.    | 2016. november 24.   | RTL II     |
|      | 2.   | 22           | 22           | 2014. október 30.    | 2015. április 30. | CBS         | 2016. november 25.   | 2016. december 29.   | RTL II     |
|      | 3.   | 22           | 22           | 2015. november 5.    | 2016. május 19.   | CBS         | 2017. augusztus 15.  | 2017. szeptember 13. | RTL II     |
|      | 4.   | 22           | 22           | 2016. október 27.    | 2017. május 11.   | CBS         | 2018. május 22.      | 2018. június 20.     | RTL II     |
|      | 5.   | 22           | 22           | 2017. november 2.    | 2018. május 10.   | CBS         | 2018. június 21.     | 2018. július 20.     | RTL II     |
|      | 6.   | 22           | 22           | 2018. szeptember 27. | 2019. május 9.    | CBS         | 2022. szeptember 15. | 2022. szeptember 15. | HBO Max    |
|      | 7.   | 20           | 20           | 2019. szeptember 26. | 2020. április 16. | CBS         | 2022. szeptember 15. | 2022. szeptember 15. | HBO Max    |
|      | 8.   | 18           | 18           | 2020. november 5.    | 2021. május 13.   | CBS         | 2022. szeptember 15. | 2022. szeptember 15. | HBO Max    |

## Epizódok

### Első évad (2013–2014)
| Sor. | Év. | Cím                                                                       | Rendező         | Író | Premier                                | Nézettség   |
| ---- | --- | ------------------------------------------------------------------------- | --------------- | --- | -------------------------------------- | ----------- |
| 1.   | 1.  | Családom és egyéb állatfajták (Pilot)                                     | Pamela Fryman   | Chuck Lorre & Eddie Gorodetsky & Gemma Baker                                                                         | 2013. szeptember 23. 2016. október 24. | 7,99 millió |
| 2.   | 2.  | A terhességi teszt (A Pee Stick and an Asian Raccoon)                     | Gary Halvorson  | Történet: Nick Bakay & Gemma Baker Forgatókönyv: Chuck Lorre & Eddie Gorodetsky                                      | 2013. szeptember 30. 2016. október 25. | 7 millió    |
| 3.   | 3.  | Az idegösszeomlás szélén (A Small Nervous Meltdown and a Misplaced Fork)  | Gary Halvorson  | Történet: Chuck Lorre & Eddie Gorodetsky Forgatókönyv: Nick Bakay & Gemma Baker                                      | 2013. október 7. 2016. október 26.     | 6,86 millió |
| 4.   | 4.  | Riválisok (Loathing and Tube Socks)                                       | Jeff Greenstein | Történet: Eddie Gorodetsky & Gemma Baker Forgatókönyv: Chuck Lorre & Nick Bakay                                      | 2013. október 14. 2016. október 28.    | 7,44 millió |
| 5.   | 5.  | Előkelő idegen (Six Thousand Bootleg T-Shirts and a Prada Handbag)        | James Widdoes   | Történet: Chuck Lorre & Nick Bakay Forgatókönyv: Eddie Gorodetsky & Gemma Baker                                      | 2013. október 21. 2016. október 31.    | 7,28 millió |
| 6.   | 6.  | Oldott hangulatban (Abstinence and Pudding)                               | Jeff Greenstein | Történet: Nick Bakay & Gemma Baker Forgatókönyv: Chuck Lorre & Eddie Gorodetsky                                      | 2013. október 28. 2016. november 1.    | 6,64 millió |
| 7.   | 7.  | Vaskalaposok (Estrogen and a Hearty Breakfast)                            | James Widdoes   | Történet: Eddie Gorodetsky & Gemma Baker Forgatókönyv: Chuck Lorre & Nick Bakay & Alissa Neubauer                    | 2013. november 4. 2016. november 2.    | 7,38 millió |
| 8.   | 8.  | Zababajnok (Big Sur and Strawberry Lube)                                  | Jeff Greenstein | Történet: Chuck Lorre & Eddie Gorodetsky & Alissa Neubauer Forgatókönyv: Nick Bakay & Gemma Baker & Christine Zander | 2013. november 11. 2016. november 3.   | 6,96 millió |
| 9.   | 9.  | Egy házban az ellenséggel (Zombies and Cobb Salad)                        | Betsy Thomas    | Történet: Nick Bakay & Christine Zander & Alissa Neubauer Forgatókönyv: Chuck Lorre & Eddie Gorodetsky & Gemma Baker | 2013. november 18. 2016. november 4.   | 6,82 millió |
| 10.  | 10. | Kemping fürdőszoba használattal (Belgian Waffles and Bathroom Privileges) | Jeff Greenstein | Történet: Chuck Lorre & Christine Zander & Alissa Neubauer Forgatókönyv: Eddie Gorodetsky & Nick Bakay & Gemma Baker | 2013. november 25. 2016. november 7.   | 7,36 millió |
| 11.  | 11. | Gyógyulj! (Cotton Candy and Blended Fish)                                 | Jeff Greenstein | Történet: Chuck Lorre & Gemma Baker & Alissa Neubauer Forgatókönyv: Eddie Gorodetsky & Nick Bakay                    | 2013. december 2. 2016. november 8.    | 7,68 millió |
| 12.  | 12. | Szakíts, ha tudsz! (Corned Beef and Handcuffs)                            | Jon Cryer       | Történet: Eddie Gorodetsky & Gemma Baker & Christine Zander Forgatókönyv: Chuck Lorre & Nick Bakay & Alissa Neubauer | 2013. december 16. 2016. november 9.   | 7,44 millió |
| 13.  | 13. | Példakép kerestetik (Hot Soup and Shingles)                               | Anthony Rich    | Történet: Chuck Lorre & Hayley Mortison Forgatókönyv: Eddie Gorodetsky & Nick Bakay                                  | 2014. január 13. 2016. november 11.    | 8,50 millió |
| 14.  | 14. | Titkok és hazugságok (Leather Cribs and Medieval Rack)                    | Ted Wass        | Történet: Eddie Gorodetsky & Alissa Neubauer & Sheldon Bull Forgatókönyv: Chuck Lorre & Nick Bakay & Gemma Baker     | 2014. január 20. 2016. november 14.    | 8,27 millió |
| 15.  | 15. | Apa csak egy van (Fireballs and Bullet Holes)                             | Ted Wass        | Történet: Chuck Lorre & Nick Bakay Forgatókönyv: Eddie Gorodetsky & Alissa Neubauer & Marco Pennette                 | 2014. január 27. 2016. november 15.    | 9,58 millió |
| 16.  | 16. | A sármos tűzoltó (Nietzsche and a Beer Run)                               | Ted Wass        | Történet: Chuck Lorre Forgatókönyv: Eddie Gorodetsky & Nick Bakay & Gemma Baker                                      | 2014. február 3. 2016. november 16.    | 9,11 millió |
| 17.  | 17. | A szerelem mindent visz (Jail, Jail and Japanese Porn)                    | James Widdoes   | Történet: Chuck Lorre & Eddie Gorodetsky Forgatókönyv: Nick Bakay & Alissa Neubauer & Marco Pennette                 | 2014. február 24. 2016. november 17.   | 7,25 millió |
| 18.  | 18. | Az ingerült kismama (Sonograms and Tube Tops)                             | Jeff Greenstein | Történet: Nick Bakay & Gemma Baker & Sheldon Bull Forgatókönyv: Chuck Lorre & Eddie Gorodetsky & Marco Pennette      | 2014. március 3. 2016. november 18.    | 8,42 millió |
| 19.  | 19. | Vezércsel (Toilet Wine and the Earl of Sandwich)                          | Jeff Greenstein | Történet: Chuck Lorre Forgatókönyv: Gemma Baker & Alissa Neubauer                                                    | 2014. március 17. 2016. november 21.   | 7,05 millió |
| 20.  | 20. | Szülőválogatás (Clumsy Monkeys and a Tilted Uterus)                       | Jeff Greenstein | Történet: Chuck Lorre & Gemma Baker Forgatókönyv: Alissa Neubauer & Marco Pennette                                   | 2014. március 24. 2016. november 22.   | 7,35 millió |
| 21.  | 21. | Egy kórház, két eset (Broken Dreams and Blocked Arteries)                 | James Widdoes   | Történet: Nick Bakay & Marco Pennette Forgatókönyv: Chuck Lorre & Eddie Gorodetsky                                   | 2014. március 31. 2016. november 23.   | 7,27 millió |
| 22.  | 22. | Nehéz szülés (Smokey Taylor and a Deathbed Confession)                    | Jeff Greenstein | Történet: Gemma Baker & Marco Pennette Forgatókönyv: Chuck Lorre & Alissa Neubauer                                   | 2014. április 14. 2016. november 24.   | 6,86 millió |

### Második évad (2014–2015)
| Sor. | Év. | Cím                                                                  | Rendező         | Író | Premier                               | Nézettség    |
| ---- | --- | -------------------------------------------------------------------- | --------------- | --- | ------------------------------------- | ------------ |
| 23.  | 1.  | A kilakoltatás réme (Hepatitis and Lemon Zest)                       | Ted Wass        | Történet: Chuck Lorre & Eddie Gorodetsky Forgatókönyv: Nick Bakay & Gemma Baker & Marco Pennette                               | 2014. október 30. 2016. november 25.  | 11,13 millió |
| 24.  | 2.  | Nincs lejjebb (Figgy Pudding and the Rapture)                        | Ted Wass        | Történet: Chuck Lorre & Susan McMartin Forgatókönyv: Alissa Neubauer & Sheldon Bull & Adam Chase                               | 2014. november 6. 2016. november 28.  | 10,80 millió |
| 25.  | 3.  | Kísértetház (Chicken Nuggets and a Triple Homicide)                  | Ted Wass        | Történet: Chuck Lorre & Mike Binder Forgatókönyv: Eddie Gorodetsky & Alissa Neubauer & Adam Chase                              | 2014. november 13. 2016. november 29. | 11,07 millió |
| 26.  | 4.  | Pókerarc (Forged Resumes and the Recommended Dosage)                 | Ted Wass        | Történet: Chuck Lorre & Nick Bakay Forgatókönyv: Gemma Baker & Sheldon Bull & Marco Pennette                                   | 2014. november 20. 2016. november 30. | 10,19 millió |
| 27.  | 5.  | A feltörekvő (Kimchi and a Monkey Playing Harmonica)                 | Ted Wass        | Történet: Chuck Lorre & Eddie Gorodetsky Forgatókönyv: Susan McMartin & Sheldon Bull & Marco Pennette                          | 2014. november 27. 2016. december 2.  | 7,30 millió  |
| 28.  | 6.  | Tejben-vajban (Crazy Eyes and a Wet Brad Pitt)                       | Ted Wass        | Történet: Gemma Baker & Alissa Neubauer & Adam Chase Forgatókönyv: Chuck Lorre & Nick Bakay                                    | 2014. december 4. 2016. december 5.   | 8,61 millió  |
| 29.  | 7.  | Vallomások (Soapy Eyes and a Clean Slate)                            | Ted Wass        | Történet: Chuck Lorre & Alissa Neubauer Forgatókönyv: Gemma Baker & Marco Pennette & Adam Chase                                | 2014. december 11. 2016. december 6.  | 10,75 millió |
| 30.  | 8.  | Családterápia (Free Therapy and a Dead Lady's Yard Sale)             | Ted Wass        | Történet: Chuck Lorre & Susan McMartin Forgatókönyv: Gemma Baker & Marco Pennette & Adam Chase                                 | 2014. december 18. 2016. december 7.  | 10,01 millió |
| 31.  | 9.  | Túl szép, hogy igaz legyen (Godzilla and a Sprig of Mint)            | Ted Wass        | Történet: Chuck Lorre & Nick Bakay Forgatókönyv: Eddie Gorodetsky & Alissa Neubauer & Sheldon Bull                             | 2015. január 8. 2016. december 9.     | 12,29 millió |
| 32.  | 10. | Pályamódosítás (Nudes and a Six Day Cleanse)                         | Jeff Greenstein | Történet: Alissa Neubauer & Sheldon Bull & Susan McMartin Forgatókönyv: Marco Pennette & Adam Chase & Gemma Baker              | 2015. január 15. 2016. december 12.   | 10,84 millió |
| 33.  | 11. | Késő a bánat (Three Smiles and an Unpainted Ceiling)                 | Anthony Rich    | Történet: Chuck Lorre & Eddie Gorodetsky Forgatókönyv: Chuck Lorre & Eddie Gorodetsky & Nick Bakay                             | 2015. január 22. 2016. december 13.   | 11,05 millió |
| 34.  | 12. | Itt is, ott is (Kitty Litter and a Class A Felony)                   | Jeff Greenstein | Történet: Chuck Lorre & Eddie Gorodetsky & Marco Pennette Forgatókönyv: Gemma Baker & Adam Chase & Susan McMartin              | 2015. január 29. 2016. december 14.   | 11,78 millió |
| 35.  | 13. | Terapeuta (Cheeseburger Salad and Jazz)                              | Ted Wass        | Történet: Chuck Lorre & Eddie Gorodetsky Forgatókönyv: Nick Bakay & Alissa Neubauer & Sheldon Bull                             | 2015. február 5. 2016. december 15.   | 11,65 millió |
| 36.  | 14. | Főnöknek lenni nehéz (Benito Poppins and a Warm Pumpkin)             | Ted Wass        | Történet: Nick Bakay & Britté Anchor Forgatókönyv: Chuck Lorre & Alissa Neubauer & Susan McMartin                              | 2015. február 12. 2016. december 16.  | 10,22 millió |
| 37.  | 15. | Lebukás-veszély (Turkey Meatballs and a Getaway Car)                 | Ted Wass        | Történet: Eddie Gorodetsky & Marco Pennette & Susan McMartin Forgatókönyv: Chuck Lorre & Nick Bakay & Gemma Baker & Adam Chase | 2015. február 26. 2016. december 19.  | 8,30 millió  |
| 38.  | 16. | Ebül szerzett pénz (Dirty Money and a Woman Named Mike)              | Ted Wass        | Történet: Chuck Lorre & Sheldon Bull Forgatókönyv: Nick Bakay & Alissa Neubauer                                                | 2015. március 5. 2016. december 20.   | 9,67 millió  |
| 39.  | 17. | Idős barát nem vén barát (A Commemorative Coin and a Misshapen Head) | Anthony Rich    | Történet: Chuck Lorre & Susan McMartin Forgatókönyv: Sheldon Bull & Adam Chase                                                 | 2015. március 12. 2016. december 21.  | 9,09 millió  |
| 40.  | 18. | A kísértés hálójában (Dropped Soap and a Big Guy on a Throne)        | Anthony Rich    | Történet: Chuck Lorre & Gemma Baker Forgatókönyv: Eddie Gorodetsky & Nick Bakay & Susan McMartin                               | 2015. április 2. 2016. december 22.   | 8,62 millió  |
| 41.  | 19. | A visszaeső (Mashed Potatoes and a Little Nitrous)                   | James Widdoes   | Történet: Chuck Lorre & Marco Pennette Forgatókönyv: Gemma Baker & Sheldon Bull & Susan McMartin                               | 2015. április 9. 2016. december 23.   | 9,03 millió  |
| 42.  | 20. | Civakodók (Sick Popes and a Red Ferrari)                             | James Widdoes   | Történet: Alissa Neubauer & Adam Chase Forgatókönyv: Chuck Lorre & Eddie Gorodetsky & Nick Bakay                               | 2015. április 16. 2016. december 27.  | 9,60 millió  |
| 43.  | 21. | Kiközösítve (Patient Zero and the Chocolate Fountain)                | James Widdoes   | Történet: Chuck Lorre & Eddie Gorodetsky & Nick Bakay & Marco Pennette Forgatókönyv: Adam Chase & Gemma Baker & Susan McMartin | 2015. április 23. 2016. december 28.  | 9,01 millió  |
| 44.  | 22. | Lesz ez még így se! (Fun Girl Stuff and Eternal Salvation)           | James Widdoes   | Történet: Alissa Neubauer & Sheldon Bull Forgatókönyv: Chuck Lorre & Warren Bell                                               | 2015. április 30. 2016. december 29.  | 8,78 millió  |

### Harmadik évad (2015–2016)
| Sor. | Év. | Cím                                                            | Rendező       | Író | Premier                                | Nézettség   |
| ---- | --- | -------------------------------------------------------------- | ------------- | --- | -------------------------------------- | ----------- |
| 45.  | 1.  | A vadiúj nagyi (Terrorists and Gingerbread)                    | James Widdoes | Történet: Chuck Lorre & Marco Pennette Forgatókönyv: Gemma Baker & Adam Chase & Anne Flett-Giordano                                   | 2015. november 5. 2017. augusztus 15.  | 7,28 millió |
| 46.  | 2.  | A kis pártfogolt (Thigh Gap and a Rack of Lamb)                | James Widdoes | Történet: Chuck Lorre & Marco Pennette Forgatókönyv: Gemma Baker & Adam Chase & Anne Flett-Giordano                                   | 2015. november 12. 2017. augusztus 16. | 7,16 millió |
| 47.  | 3.  | Az új project (Mozzarella Sticks and a Gay Piano Bar)          | James Widdoes | Történet: Chuck Lorre & Nick Bakay & Marco Pennette Forgatókönyv: Gemma Baker & Sheldon Bull & Adam Chase                             | 2015. november 19. 2017. augusztus 17. | 7,46 millió |
| 48.  | 4.  | Ássuk el a csatabárdot! (Sawdust and Brisket)                  | James Widdoes | Történet: Chuck Lorre & Nick Bakay Forgatókönyv: Sheldon Bull & Susan McMartin & Sam Miller                                           | 2015. november 26. 2017. augusztus 18. | 6,72 millió |
| 49.  | 5.  | A békakirályfi (A Pirate, Three Frogs and a Prince)            | James Widdoes | Történet: Chuck Lorre & Warren Bell Forgatókönyv: Eddie Gorodetsky & Alissa Neubauer & Michael Borkow                                 | 2015. december 10. 2017. augusztus 21. | 6,87 millió |
| 50.  | 6.  | Borban az igazság (Horny-Goggles and a Catered Intervention)   | James Widdoes | Történet: Susan McMartin Forgatókönyv: Chuck Lorre, Nick Bakay & Sheldon Bull                                                         | 2015. december 17. 2017. augusztus 22. | 8,95 millió |
| 51.  | 7.  | Anyósra várva (Kreplach and a Tiny Tush)                       | Anthony Rich  | Történet: Eddie Gorodetsky, Adam Chase & Warren Bell Forgatókönyv: Chuck Lorre, Marco Pennette & Alissa Neubauer                      | 2016. január 7. 2017. augusztus 23.    | 8,71 millió |
| 52.  | 8.  | Csakazértis randi! (Snickerdoodle and a Nip Slip)              | James Widdoes | Történet: Chuck Lorre & Warren Bell Forgatókönyv: Eddie Gorodetsky & Alissa Neubauer                                                  | 2016. január 14. 2017. augusztus 24.   | 8,33 millió |
| 53.  | 9.  | Riválisok (My Little Pony and a Demerol Drip)                  | James Widdoes | Történet: Chuck Lorre, Nick Bakay & Sheldon Bull Forgatókönyv: Gemma Baker, Marco Pennette & Adam Chase                               | 2016. január 21. 2017. augusztus 25.   | 8,49 millió |
| 54.  | 10. | Cseberből vederbe (Quaaludes and Crackerjack)                  | James Widdoes | Történet: Chuck Lorre, Sheldon Bull & Susan McMartin Forgatókönyv: Nick Bakay & Warren Bull                                           | 2016. február 4. 2017. augusztus 28.   | 7,96 millió |
| 55.  | 11. | Végzetes vonzerő (Cinderella and a Drunk MacGyver)             | James Widdoes | Történet: Chuck Lorre, Eddie Gorodetsky & Nick Bakay Forgatókönyv: Alissa Neubauer, Warren Bell & Susan McMartin                      | 2016. február 11. 2017. augusztus 29.  | 8,13 millió |
| 56.  | 12. | Botrányos leánybúcsú (Diabetic Lesbians and a Blushing Bride)  | James Widdoes | Történet: Chuck Lorre, Marco Pennette, Adam Chase & Anne Flett-Giordano Forgatókönyv: Eddie Gorodetsky, Gemma Baker & Alissa Neubauer | 2016. február 18. 2017. augusztus 30.  | 8,68 millió |
| 57.  | 13. | Csempészáru (Sticky Hands and a Walk on the Wild Side)         | James Widdoes | Történet: Chuck Lorre, Eddie Gorodetsky & Susan McMartin Forgatókönyv: Nick Bakay, Warren Bell & Anne Flett-Giordano                  | 2016. február 25. 2017. augusztus 31.  | 7,90 millió |
| 58.  | 14. | Anyajegy (Death, Death, Death and a Bucket of Chicken)         | James Widdoes | Történet: Chuck Lorre, Warren Bell & Anne Flett-Giordano Forgatókönyv: Gemma Baker & Alissa Neubauer                                  | 2016. március 3. 2017. szeptember 1.   | 7,98 millió |
| 59.  | 15. | Csak egy kis pánik (Nazi Zombies and a Two-Hundred Pound Baby) | James Widdoes | Történet: Chuck Lorre & Susan McMartin Forgatókönyv: Adam Chase & Anne Flett-Giordano                                                 | 2016. március 10. 2017. szeptember 4.  | 7,88 millió |
| 60.  | 16. | Forró vonal (Cornflakes and the Hair of Three Men)             | James Widdoes | Történet: Chuck Lorre & Britté Anchor Forgatókönyv: Marco Pennette & Susan McMartin                                                   | 2016. április 7. 2017. szeptember 5.   | 7,17 millió |
| 61.  | 17. | A randi (Caperberries and a Glass Eye)                         | Anthony Rich  | Történet: Chuck Lorre & Eddie Gorodetsky Forgatókönyv: Sheldon Bull & Warren Bell                                                     | 2016. április 14. 2017. szeptember 6.  | 7,46 millió |
| 62.  | 18. | Feltépett sebek (Beast Mode and Old People Kissing)            | James Widdoes | Történet: Chuck Lorre & Nick Bakay Forgatókönyv: Gemma Baker, Adam Chase & Warren Bell                                                | 2016. április 21. 2017. szeptember 7.  | 8,31 millió |
| 63.  | 19. | Próbatétel (A Catheter and a Dipsy-Doodle)                     | James Widdoes | Történet: Chuck Lorre, Alissa Neubauer & Sheldon Bull Forgatókönyv: Nick Bakay, Marco Pennette, Anne Flett-Giordano & Susan McMartin  | 2016. április 28. 2017. szeptember 8.  | 8,27 millió |
| 64.  | 20. | Féltékenység (Pure Evil and a Free Piece of Cheesecake)        | James Widdoes | Történet: Chuck Lorre, Gemma Baker & Warren Bell Forgatókönyv: Britté Anchor                                                          | 2016. május 5. 2017. szeptember 11.    | 7,92 millió |
| 65.  | 21. | Füstbe ment esküvő (Mahjong Sally and the Ecstasy)             | James Widdoes | Történet: Chuck Lorre, Eddie Gorodetsky & Warren Bell Forgatókönyv: Alissa Neubauer & Susan McMartin                                  | 2016. május 12. 2017. szeptember 12.   | 8,31 millió |
| 66.  | 22. | A tandíj réme (Atticus Finch and the Downtrodden)              | James Widdoes | Történet: Chuck Lorre, Nick Bakay & Sheldon Bull Forgatókönyv: Gemma Baker, Adam Chase & Anne Flett-Giordano                          | 2016. május 19. 2017. szeptember 13.   | 8,14 millió |

### Negyedik évad (2016–2017)
| Sor. | Év. | Cím                                                           | Rendező       | Író | Premier                            | Nézettség   |
| ---- | --- | ------------------------------------------------------------- | ------------- | --- | ---------------------------------- | ----------- |
| 67.  | 1.  | Versenyszellem (High-tops and Brown Jacket)                   | James Widdoes | Történet: Chuck Lorre & Gemma Baker Forgatókönyv: Marco Pennette & Adam Chase & Susan McMartin                              | 2016. október 27. 2018. május 22.  | 7,02 millió |
| 68.  | 2.  | Ahogy volt, úgy volt (Sword Fights and a Dominican Shortstop) | James Widdoes | Történet: Chuck Lorre Forgatókönyv: Gemma Baker & Warren Bell & Sheldon Bull                                                | 2016. november 3. 2018. május 23.  | 6,85 millió |
| 69.  | 3.  | Hol a hiba? (Sparkling Water and Ba-dinkers)                  | James Widdoes | Történet: Chuck Lorre & Eddie Gorodetsky & Nick Bakay Forgatókönyv: Alissa Neubauer & Anne Flett-Giordano & Britté Anchor   | 2016. november 10. 2018. május 24. | 7,10 millió |
| 70.  | 4.  | Egy kis zsarolás (Curious George and the Big Red Nightmare)   | James Widdoes | Történet: Chuck Lorre Forgatókönyv: Sheldon Bull & Adam Chase & Warren Bell                                                 | 2016. november 17. 2018. május 25. | 7,64 millió |
| 71.  | 5.  | A házasságszédelgő (Blow and a Free McMuffin)                 | James Widdoes | Történet: Chuck Lorre & Susan McMartin & Anne Flett-Giordano Forgatókönyv: Nick Bakay & Warren Bell                         | 2016. november 24. 2018. május 28. | 5,82 millió |
| 72.  | 6.  | A kukkoló (Xanax and a Baby Duck)                             | Jon Cryer     | Történet: Chuck Lorre & Warren Bell & Sheldon Bull Forgatókönyv: Eddie Gorodetsky & Gemma Baker                             | 2016. december 1. 2018. május 29.  | 7,01 millió |
| 73.  | 7.  | Öri bari (Cornbread and a Cashmere Onesie)                    | James Widdoes | Történet: Chuck Lorre & Gemma Baker Forgatókönyv: Eddie Gorodetsky & Marco Pennete & Susan McMartin                         | 2016. december 8. 2018. május 30.  | 7,48 millió |
| 74.  | 8.  | A bolti szarka (Freckled Bananas and a Little Schwinn)        | James Widdoes | Történet: Chuck Lorre & Susan McMartin & Anne Flett-Giordano Forgatókönyv: Nick Bakay & Alissa Neubauer & Britte Anchor     | 2016. december 15. 2018. május 31. | 8,23 millió |
| 75.  | 9.  | Áll a bál (Bad Hand and British Royalty)                      | James Widdoes | Történet: Chuck Lorre & Nick Bakay & Warren Bell Forgatókönyv: Susan McMartin & Adam Chase & Anne Flett-Giordano            | 2017. január 5. 2018. június 1.    | 8,50 millió |
| 76.  | 10. | Mindenki egyért (A Safe Word and a Rib Eye)                   | Anthony Rich  | Történet: Chuck Lorre & Alissa Neubauer Forgatókönyv: Eddie Gorodetsky & Gemma Baker & Marco Pennette                       | 2017. január 12. 2018. június 4.   | 7,39 millió |
| 77.  | 11. | Nehéz dobás (Good Karma and the Big Weird)                    | James Widdoes | Történet: Chuck Lorre & Alissa Neubauer & Susan McMartin Forgatókönyv: Nick Bakay & Sheldon Bull & Adam Chase & Warren Bell | 2017. január 19. 2018. június 5.   | 8,57 millió |
| 78.  | 12. | Süti, nem süti (Wind Chimes and a Bottomless Pit of Sadness)  | James Widdoes | Történet: Gemma Baker & Sheldon Bull Forgatókönyv: Adam Chase & Alissa Neubauer & Britté Anchor                             | 2017. február 2. 2018. június 6.   | 8,71 millió |
| 79.  | 13. | Egy kis kaland (A Bouncy Castle and an Aneurysm)              | James Widdoes | Történet: Gemma Baker Forgatókönyv: Eddie Gorodetsky & Marco Pennette                                                       | 2017. február 9. 2018. június 7.   | 7,56 millió |
| 80.  | 14. | A sóhajok kora (Roast Chicken and a Funny Story)              | James Widdoes | Történet: Nick Bakay & Marco Pennette & Adam Chase Forgatókönyv: Alissa Neubauer & Susan McMartin & Anne Flett-Giordano     | 2017. február 16. 2018. június 8.  | 7,87 millió |
| 81.  | 15. | Ex újratöltve (Night Swimmin' and an English Muffin)          | James Widdoes | Történet: Eddie Gorodetsky & Gemma Baker Forgatókönyv: Chuck Lorre & Warren Bell & Sheldon Bull                             | 2017. február 23. 2018. június 11. | 7,62 millió |
| 82.  | 16. | A baj csőstül jön (Martinis and a Sponge Bath)                | James Widdoes | Történet: Nick Bakay & Susan McMartin & Sheldon Bull Forgatókönyv: Alissa Neubauer & Warren Bell & Adam Chase               | 2017. március 9. 2018. június 12.  | 7,50 millió |
| 83.  | 17. | Az évértékelés réme (Black Mold and an Old Hot Dog)           | Anthony Rich  | Történet: Warren Bell & Sheldon Bull Forgatókönyv: Gemma Baker & Anne Flett-Giordano & Britté Anchor                        | 2017. március 30. 2018. június 13. | 7,03 millió |
| 84.  | 18. | Féltesó az égből (Tush Push and Some Radishes)                | James Widdoes | Történet: Marco Pennette & Susan McMartin Forgatókönyv: Eddie Gorodetsky & Nick Bakay                                       | 2017. április 6. 2018. június 14.  | 7,50 millió |
| 85.  | 19. | Se veled, se nélküled (Tantric Sex and the Sprouted Flute)    | James Widdoes | Történet: Eddie Gorodetsky, Nick Bakay & Gemma Baker Forgatókönyv: Chuck Lorre, Sheldon Bull & Britté Anchor                | 2017. április 13. 2018. június 15. | 6,84 millió |
| 86.  | 20. | Az a fránya tücsök (A Cricket and a Hedge Made of Gold)       | James Widdoes | Történet: Gemma Baker, Susan McMartin & Adam Chase Forgatókönyv: Marco Pennette, Alissa Neubauer & Anne Flett-Giordano      | 2017. április 27. 2018. június 18. | 7,06 millió |
| 87.  | 21. | A kutyaszitter (A Few Thongs and a Hawaiian Funeral)          | James Widdoes | Történet: Gemma Baker & Marco Pennette Forgatókönyv: Alissa Neubauer & Adam Chase & Anne Flett-Giordano                     | 2017. május 4. 2018. június 19.    | 8,18 millió |
| 88.  | 22. | Féltestvér bevetésen (Lockjaw and a Liquid Diet)              | James Widdoes | Történet: Susan McMartin & Sheldon Bull Forgatókönyv: Eddie Gorodetsky & Nick Bakay                                         | 2017. május 11. 2018. június 20.   | 8,12 millió |

### Ötödik évad (2017–2018)
| Sor. | Év. | Cím                                                                      | Rendező       | Író | Premier                             | Nézettség   |
| ---- | --- | ------------------------------------------------------------------------ | ------------- | --- | ----------------------------------- | ----------- |
| 89.. | 1.  | Házasságfóbia (Twinkle Lights and Grandma Shoes)                         | James Widdoes | Történet: Nick Bakay & Gemma Baker Forgatókönyv: Adam Chase, Marco Pennette & Anne Flett-Giordano                     | 2017. november 2. 2018. június 21.  | 8,46 millió |
| 90.  | 2.  | A látszat csal (Fish Town and Too Many Thank You's)                      | James Widdoes | Történet: Eddie Gorodetsky & Susan McMartin Forgatókönyv: Alissa Neubauer, Sheldon Bull & Britté Anchor               | 2017. november 9. 2018. június 22.  | 8,69 millió |
| 91.  | 3.  | Nyerő páros (A Seafaring Ancestor and a Bloomin' Onion)                  | James Widdoes | Történet: Susan McMartin & Anne Flett-Giordano Forgatókönyv: Nick Bakay, Sheldon Bull & Britté Anchor                 | 2017. november 16. 2018. június 25. | 8,39 millió |
| 92.  | 4.  | Wifi vadászat (Fancy Crackers and Giant Women)                           | James Widdoes | Történet: Warren Bell & Marco Pennette Forgatókönyv: Chuck Lorre, Eddie Gorodetsky & Gemma Baker                      | 2017. november 23. 2018. június 26. | 7,89 millió |
| 93.  | 5.  | Egy csónakban evezők (Poodle Fuzz and a Twinge of Jealousy)              | James Widdoes | Történet: Marco Pennette & Anne Flett-Giordano Forgatókönyv: Alissa Neubauer & Adam Chase                             | 2017. november 30. 2018. június 27. | 8,59 millió |
| 94.  | 6.  | Tesó a semmiből (Smooth Jazz and a Weird Floaty Eye)                     | James Widdoes | Történet: Eddie Gorodetsky & Susan McMartin Forgatókönyv: Nick Bakay, Sheldon Bull & Britté Anchor                    | 2017. december 7. 2018. június 28.  | 8,78 millió |
| 95.  | 7.  | A jövőről egy szót se! (Too Many Hippies and Huevos Rancheros)           | James Widdoes | Történet: Nick Bakay & Susan McMartin Forgatókönyv: Eddie Gorodetsky, Gemma Baker & Warren Bell                       | 2017. december 14. 2018. június 29. | 8,65 millió |
| 96.  | 8.  | A laptop nyomában (An Epi-Pen and a Security Cat)                        | James Widdoes | Történet: Warren Bell, Adam Chase & Alissa Neubauer Forgatókönyv: Nick Bakay, Marco Pennette & Anne Flett-Giordano    | 2017. december 21. 2018. július 2.  | 8,85 millió |
| 97.  | 9.  | Rúgj ki, ha tudsz! (Teenage Vampires and a White Russian)                | James Widdoes | Történet: Nick Bakay & Alissa Neubauer Forgatókönyv: Sheldon Bull, Anne Flett-Giordano & Michael Shipley              | 2018. január 4. 2018. július 3.     | 9,88 millió |
| 98.  | 10. | Csak semmi komoly (A Bear and a Bladder Infection)                       | James Widdoes | Történet: Eddie Gorodetsky, Marco Pennette & Britté Anchor Forgatókönyv: Gemma Baker, Adam Chase & Susan McMartin     | 2018. január 11. 2018. július 4.    | 9,54 millió |
| 99.  | 11. | Ásó, kapa, menyasszonytánc (Bert and Ernie and a Blessing of the People) | James Widdoes | Történet: Marco Pennette, Michael Shipley & Britté Anchor Forgatókönyv: Adam Chase, Alissa Neubauer & Susan McMartin  | 2018. január 18. 2018. július 5.    | 9,26 millió |
| 100. | 12. | Lerobbanva (Push-Down Coffee and a Working Turn Signal)                  | James Widdoes | Történet: Chuck Lorre & Nick Bakay Forgatókönyv: Eddie Gorodetsky & Gemma Baker                                       | 2018. február 1. 2018. július 6.    | 9,11 millió |
| 101. | 13. | Változó viszonyok (Pudding and a Screen Door)                            | James Widdoes | Történet: Eddie Gorodetsky, Adam Chase & Susan McMartin Forgatókönyv: Nick Bakay, Gemma Baker & Britté Anchor         | 2018. március 1. 2018. július 9.    | 9,01 millió |
| 102. | 14. | Lelki tréner (Charlotte Brontë and a Backhoe)                            | James Widdoes | Történet: Marco Pennette, Adam Chase & Susan McMartin Forgatókönyv: Nick Bakay, Warren Bell & Britté Anchor           | 2018. március 8. 2018. július 10.   | 9,06 millió |
| 103. | 15. | A visszaeső (Esta Loca and a Little Klingon)                             | Lea Thompson  | Történet: Sheldon Bull & Susan McMartin Forgatókönyv: Alissa Neubauer, Anne Flett-Giordano & Michael Shipley          | 2018. március 29. 2018. július 11.  | 8,56 millió |
| 104. | 16. | Dilemma (Eight Cats and the Hat Show)                                    | James Widdoes | Történet: Nick Bakay, Alissa Neubauer & Adam Chase Forgatókönyv: Eddie Gorodetsky, Gemma Baker & Warren Bell          | 2018. április 5. 2018. július 12.   | 8,34 millió |
| 105. | 17. | Börtönsztori (Crazy Snakes and a Clog to the Head)                       | James Widdoes | Történet: Susan McMartin & Anne Flett-Giordano Forgatókönyv: Nick Bakay, Sheldon Bull & Michael Shipley               | 2018. április 12. 2018. július 13.  | 8,94 millió |
| 106. | 18. | Ha elszakad a cérna (Spaghetti Sauce and a Dumpster Fire)                | James Widdoes | Történet: Gemma Baker & Susan McMartin Forgatókönyv: Anne Flett-Giordano & Michael Shipley                            | 2018. április 19. 2018. július 16.  | 8,82 millió |
| 107. | 19. | A rest kétszer fárad (A Taco Bowl and a Tubby Seamstress)                | James Widdoes | Történet: Nick Bakay, Marco Pennette & Warren Bell Forgatókönyv: Eddie Gorodetsky, Adam Chase & Alissa Neubauer       | 2018. április 26. 2018. július 17.  | 8,31 millió |
| 108. | 20. | Cseberből vederbe (Ocular Fluid and Fighting Robots)                     | James Widdoes | Történet: Gemma Baker, Adam Chase & Anne Flett-Giordano Forgatókönyv: Sheldon Bull, Michael Shipley & Britté Anchor   | 2018. május 3. 2018. július 18.     | 8,63 millió |
| 109. | 21. | A javíthatatlan (Phone Confetti and a Wee Dingle)                        | James Widdoes | Történet: Warren Bell, Marco Pennette & Susan McMartin Forgatókönyv: Eddie Gorodetsky, Nick Bakay & Alissa Neubauer   | 2018. május 10. 2018. július 19.    | 9,08 millió |
| 110. | 22. | A tékozló lány (Diamond Earrings and a Pumpkin Head)                     | James Widdoes | Történet: Eddie Gorodetsky, Sheldon Bull & Susan McMartin Forgatókönyv: Warren Bell, Marco Pennette & Alissa Neubauer | 2018. május 10. 2018. július 20.    | 7,97 millió |

### Hatodik évad (2018–2019)
| Sor. | Év. | Cím                                                                                | Rendező              | Író | Premier                                   | Nézettség   |
| ---- | --- | ---------------------------------------------------------------------------------- | -------------------- | --- | ----------------------------------------- | ----------- |
| 111. | 1.  | Mosott saláta és egy pontonim (Pre-Washed Lettuce and a Mim)                       | James Widdoes        | Történet: Nick Bakay & Gemma Baker & Alissa Neubauer Tévéjáték: Warren Bell & Marco Pennette & Adam Chase             | 2018. szeptember 27. 2022. szeptember 15. | 7,94 millió |
| 112. | 2.  | Go-go csizma és fenékpára (Go-Go Boots and a Butt Cushion)                         | James Widdoes        | Történet: Warren Bell & Britté Anchor Tévéjáték: Gemma Baker & Alissa Neubauer & Sheldon Bull                         | 2018. október 4. 2022. szeptember 15.     | 7,83 millió |
| 113. | 3.  | Igyunk meg egy kávét (Ambulance Chasers and a Babbling Brook)                      | James Widdoes        | Történet: Warren Bell & Sheldon Bull & Britté Anchor Tévéjáték:Gemma Baker & Alissa Neubauer                          | 2018. október 11. 2022. szeptember 15.    | 8,21 millió |
| 114. | 4.  | Egyfedél alatt (Big Sauce and Coconut Water)                                       | James Widdoes        | Történet: Anne Flett-Giordano & Michael Shipley & Britté Anchor Tévéjáték: Nick Bakay & Sheldon Bull & Susan McMartin | 2018. október 18. 2022. szeptember 15.    | 8,12 millió |
| 115. | 5.  | Nem vagy szörnyeteg (Flying Monkeys and a Tank of Nitrous)                         | James Widdoes        | Történet: Marco Pennette & Anne Flett-Giordano & Michael Shipley                                                      | 2018. október 25. 2022. szeptember 15.    | 7,98 millió |
| 116. | 6.  | Rózsa tövis nélkül (Cottage Cheese and a Weird Buzz)                               | James Widdoes        | Történet: Nick Bakay & Adam Chase & Susan McMartin Tévéjáték: Marco Pennette & Anne Flett-Giordano & Michael Shipley  | 2018. november 1. 2022. szeptember 15.    | 7,90 millió |
| 117. | 7.  | Puzzle és gardrób buli (Puzzle Club and a Closet Party)                            | James Widdoes        | Történet: Sheldon Bull & Britté Anchor Tévéjáték: Gemma Baker & Warren Bell & Alissa Neubauer                         | 2018. november 8. 2022. szeptember 15.    | 8,09 millió |
| 118. | 8.  | Vodkás gumipaci és az igazság a télapóról (Jell-O Shots and the Truth about Santa) | James Widdoes        | Történet: Susan McMartin & Anne Flett-Giordano Tévéjáték: Gemma Baker & Adam Chase & Sheldon Bull                     | 2018. november 15. 2022. szeptember 15.   | 7,93 millió |
| 119. | 9.  | Karaj és egy ócska Monte Carlo (Pork Loin and a Beat Up Monte Carlo)               | James Widdoes        | Történet: Warren Bell & Alissa Neubauer Tévéjáték: Nick Bakay & Marco Pennette & Britté Anchor                        | 2018. november 29. 2022. szeptember 15.   | 7,47 millió |
| 120. | 10. | Flamigós és táncos edzés (Flamingos and a Dance-Based Exercise Class)              | James Widdoes        | Történet: Gemma Baker & Adam Chase & Susan McMartin Tévéjáték: Sheldon Bull & Anne Flett-Giordano & Michael Shipley   | 2018. december 6. 2022. szeptember 15.    | 7,92 millió |
| 121. | 11. | Karácsonyi angyalok (Foot Powder and Five Feet of Vodka)                           | James Widdoes        | Történet: Marco Pennette & Alissa Neubauer & Britté Anchor Tévéjáték: Nick Bakay & Warren Bell & Susan McMartin       | 2018. december 13. 2022. szeptember 15.   | 7,72 millió |
| 122. | 12. | Intenciók (Hacky Sack and a Beautiful Experience)                                  | James Widdoes        | Történet: Sheldon Bull & Anne Flett-Giordano Tévéjáték: Gemma Baker & Adam Chase & Michael Shipley                    | 2019. január 10. 2022. szeptember 15.     | 9,35 millió |
| 123. | 13. | Kaliforniai józanság (Big Floor Pillows and a Ball of Fir)                         | James Widdoes        | Történet: Warren Bell & Adam Chase & Michael Shipley Tévéjáték: Nick Bakay & Susan McMartin & Anne Flett-Giordano     | 2019. január 17. 2022. szeptember 15.     | 8,45 millió |
| 124. | 14. | Reszkessetek, betörők! (Kalamazoo and a Bad Wedge of Brie)                         | James Widdoes        | Történet: Nick Bakay & Warren Bell & Susan McMartin Tévéjáték: Marco Pennette & Alissa Neubauer & Britté Anchor       | 2019. január 31. 2022. szeptember 15.     | 8,55 millió |
| 125. | 15. | A baj nem jár egyedül (Sparkling Banter and a Failing Steel Town)                  | James Widdoes        | Történet: Alissa Neubauer & Britté Anchor Tévéjáték: Gemma Baker & Marco Pennette & Adam Chase                        | 2019. február 14. 2022. szeptember 15.    | 7,64 millió |
| 126. | 16. | Figyelj oda (Skippy and the Knowledge Hole)                                        | James Widdoes        | Történet: Gemma Baker & Marco Pennette Tévéjáték: Alissa Neubauer & Sheldon Bull & Britté Anchor                      | 2019. február 21. 2022. szeptember 15.    | 8,41 millió |
| 127. | 17. | Szerencsecsillag (A Dark Closet and Therapy with Horses)                           | James Widdoes        | Történet: Sheldon Bull & Anne Flett-Giordano & Michael Shipley Tévéjáték: Nick Bakay & Warren Bell & Susan McMartin   | 2019. március 7. 2022. szeptember 15.     | 8,30 millió |
| 128. | 18. | Ökoszisztéma (Soup Town and a Little Blonde Mongoose)                              | Rebecca Ancheta Blum | Történet: Gemma Baker & Adam Chase & Sheldon Bull Tévéjáték: Anne Flett-Giordano & Michael Shipley & Britté Anchor    | 2019. április 4. 2022. szeptember 15.     | 7,61 millió |
| 129. | 19. | A pénz boldogít (Lumbar Support and Old Pork)                                      | James Widdoes        | Történet: Nick Bakay & Warren Bell & Maria Espada Pearce Tévéjáték: Marco Pennette & Alissa Neubauer & Susan McMartin | 2019. április 18. 2022. szeptember 15.    | 6,62 millió |
| 130. | 20. | Hogyan tegyem jóvá (Triple Dip and an Overhand Grip)                               | James Widdoes        | Történet: Marco Pennette & Alissa Neubauer & Michael Shipley Tévéjáték: Nick Bakay & Sheldon Bull & Susan McMartin    | 2019. április 25. 2022. szeptember 15.    | 7,91 millió |
| 131. | 21. | Ivos játékok (Fingers Guns and a Beef Bourguigno)                                  | James Widdoes        | Történet: Gemma Baker & Britté Anchor & Chelsea Myers Tévéjáték: Warren Bell & Anne Flett-Giordano & Adam Chase       | 2019. május 2. 2022. szeptember 15.       | 7,89 millió |
| 132. | 22. | Ünnepeljünk együtt (Crazy Hair and a Teeny Tiny Part of Canada)                    | James Widdoes        | Történet: Warren Bell & Michael Shipley & Britté Anchor Tévéjáték: Gemma Baker & Adam Chase & Anne Flett-Giordano     | 2019. május 9. 2022. szeptember 15.       | 8,08 millió |

### Hetedik évad (2019–2020)
| Sor. | Év. | Cím                                                                   | Rendező              | Író | Premier                                   | Nézettség   |
| ---- | --- | --------------------------------------------------------------------- | -------------------- | --- | ----------------------------------------- | ----------- |
| 133. | 1.  | Ház a tónál (Audrey Hepburn and a Jalapeño Popper)                    | James Widdoes        | Történet: Gemma Baker, Britté Anchor és Robin Morrison Tévéjáték: Warren Bell, Alissa Neubauer és Adam Chase           | 2019. szeptember 26. 2022. szeptember 15. | 6,25 millió |
| 134. | 2.  | Nekem van igazam (Pop Pop and a Puma)                                 | James Widdoes        | Történet: Marco Pennette, Sheldon Bull és Susan McMartin Tévéjáték: Nick Bakay, Ilana Wernick és Anne Flett-Giordano   | 2019. október 3. 2022. szeptember 15.     | 6,28 millió |
| 135. | 3.  | Förtelmes főnök (Goat Yogurt and Ample Parking)                       | James Widdoes        | Történet: Warren Bell és Alissa Neubauer Tévéjáték: Gemma Baker, Adam Chase és Britté Anchor                           | 2019. október 10. 2022. szeptember 15.    | 5,78 millió |
| 136. | 4.  | Otthon, édes otthon (Twirly Flippy Men and a Dirty Bird)              | James Widdoes        | Történet: Marco Pennette, Ilana Wernick és Ann Flett-Giordano Tévéjáték: Sheldon Bull, Susan McMartin és Chelsea Myers | 2019. október 17. 2022. szeptember 15.    | 5,81 millió |
| 137. | 5.  | Isteni tervek (Fake Bacon and a Plan to Kill All of Us)               | James Widdoes        | Történet: Gemma Baker & Adam Chase Tévéjáték: Warren Bell & Alissa Neubar & Britté Anchor                              | 2019. október 24. 2022. szeptember 15.    | 6,34 millió |
| 138. | 6.  | A videófelvétel (Will E. Coyote and a Possessed Doll)                 | Rebecca Ancheta Blum | Történet: Marco Pennette & Susan McMartin & Anne Flett-Giordano Tévéjáték: Nick Bakay & Sheldon Bull & Ilana Wernick   | 2019. november 7. 2022. szeptember 15.    | 6,20 millió |
| 139. | 7.  | Pár barátok (Pork Butt and a Mall Walker)                             | James Widdoes        | Történet: Nick Bakay & Sheldon Bull & Ilana Wernick Tévéjáték: Marco Pennette & Susan McMartin & Anne Flett-Giordano   | 2019. november 14. 2022. szeptember 15.   | 6,28 millió |
| 140. | 8.  | Hogy érzed magad? (Hot Butter and Toxic Narcissism)                   | James Widdoes        | Történet: Alissa Neubar & Adam Chase Tévéjáték: Gemma Baker & Warren Bell & Britté Anchor                              | 2019. november 21. 2022. szeptember 15.   | 6,06 millió |
| 141. | 9.  | Szabad, mint a madár (Tuna Florentine and a Clean Handoff)            | James Widdoes        | Történet: Warren Bell & Ilana Wernick & Anne Flett-Gordano Tévéjáték: Nick Bakay & Susan McMartin & Britté Anchor      | 2019. december 5. 2022. szeptember 15.    | 6,07 millió |
| 142. | 10. | Szentestei gyermekrablás (Higgledy-Piggledy and a Cat Show)           | James Widdoes        | Történet: Warren Bell & Britté Anchor Tévéjàték: Gemma Baker & Alissa Neubar & Adam Chase                              | 2019. december 12. 2022. szeptember 15.   | 6,25 millió |
| 143. | 11. | Édes nénikém (One Tiny Incision and a Coffin Dress)                   | James Widdoes        | Történet: Sheldon Bull & Ilana Wernick & Susan McMartin Tévéjáték: Nick Bakay & Marco Pennette & Anne Flett-Giordano   | 2020. január 9. 2022. szeptember 15.      | 5,99 millió |
| 144. | 12. | Mindennek van ára (Silly Frills and a Depressed Garden Gnome)         | James Widdoes        | Történet: Gemma Baker & Marco Pennette Tévéjáték: Alissa Neubar & Adam Chase & Sheldon Bull                            | 2020. január 16. 2022. szeptember 15.     | 6,30 millió |
| 145. | 13. | Örült szerelem (Dammit Sandra and Viking Ancestors)                   | James Widdoes        | Történet: Nick Bakay & Susan McMartin & Britté Anchor Tévéjátèk: Warren Bell & Ilana Wernick & Anne Flett-Giordano     | 2020. január 30. 2022. szeptember 15.     | 6,08 millió |
| 146. | 14. | Tartsd meg az ígéreted! (Cheddar Cheese and a Squirrel Circus)        | James Widdoes        | Történet: Alissa Neubar & Sheldon Bull Tévéjáték: Gemma Baker & Marco Pennette & Adam Chase                            | 2020. február 6. 2022. szeptember 15.     | 6,34 millió |
| 147. | 15. | A családi ezüst (Somebody's Grandmother and the A-List)               | James Widdoes        | Történet: Gemma Baker & Adam Chase Tévéjáték: Marco Pennette & Alissa Neubar & Sheldon Bull                            | 2020. február 13. 2022. szeptember 15.    | 6,27 millió |
| 148. | 16. | Nem a gólya hozza (Judy Garland and a Sexy Troll Doll)                | Betsy Thomas         | Történet: Alissa Neubar & Adam Chase Gemma Baker & Marco Pennette & Sheldon Bull                                       | 2020. február 20. 2022. szeptember 15.    | 6,28 millió |
| 149. | 17. | A szerelem hálójában (Beef Baloney Dan and a Sarcastic No)            | James Widdoes        | Történet: Warren Bell & Anne Flett-Giordano & Britté Anchor Tévéjáték: Nick Bakay & Ilana Wernick & Susan McMartin     | 2020. március 5. 2022. szeptember 15.     | 5,82 millió |
| 150. | 18. | Hol a baba? Itt a baba! (A Judgy Face and Your Grandma's Drawers)     | James Widdoes        | Történet: Gemma Baker & Marco Pennette Tévéjáték: Alissa Neubar & Adam Chase & Sheldon Bull                            | 2020. március 12. 2022. szeptember 15.    | 6,35 millió |
| 151. | 19. | A pszichológus, pszichológusa (Texas Pete and a Parking Lot Carnival) | James Widdoes        | Történet: Nick Bakay & Warren Bell & Susan McMartin Tévéjáték: Anne Flett-Giordano & Robyn Morrison                    | 2020. április 2. 2022. szeptember 15.     | 7,62 millió |
| 152. | 20. | Írói véna (Big Sad Eyes and a Wrinkled Hot Dog)                       | James Widdoes        | Történet: Adam Chase & Sheldon Bull & Anne Flett-Giordano Tévéjáték: Nick Bakay & Susan McMartin & Britté Anchor       | 2020. április 16. 2022. szeptember 15.    | 7,14 millió |

### Nyolcadik évad (2020–2021)
| Sor. | Év. | Cím                                                            | Rendező              | Író | Premier                                 | Nézettség   |
| ---- | --- | -------------------------------------------------------------- | -------------------- | --- | --------------------------------------- | ----------- |
| 153. | 1.  | A legcsajosabb pizsibuli (Sex Bucket and the Grammar Police)   | James Widdoes        | Történet: Gemma Baker & Anne Flett-Giordano & Chelsea Myers Tévéjáték: Alissa Neubauer & Adam Chase & Ilana Wernick                     | 2020. november 5. 2022. szeptember 15.  | 4,82 millió |
| 154. | 2.  | Kéretlen tanácsok (Smitten Kitten and a Tiny Boo-Boo Error)    | James Widdoes        | Történet: Alissa Neubauer & Adam Chase & Chelsea Myers Tévéjáték: Gemma Baker & Ilana Wernick & Anne Flett-Giordano                     | 2020. november 12. 2022. szeptember 15. | 5,21 millió |
| 155. | 3.  | Kemény rockstar élet (Tang and a Safe Space for Everybody)     | James Widdoes        | Történet: Nick Bakay & Sheldon Bull & Chandra Thomas Tévéjáték: Warren Bell & Susan McMartin & Britté Anchor                            | 2020. november 19. 2022. szeptember 15. | 5,07 millió |
| 156. | 4.  | Kesze-kusza kapcsolatok (Astronauts and Fat Trimmings)         | James Widdoes        | Történet: Susan McMartin & Britté Anchor & Chandra Thomas Tévéjáték: Nick Bakay & Warren Bell & Sheldon Bull                            | 2020. december 3. 2022. szeptember 15.  | 5,32 millió |
| 157. | 5.  | Éljünk veszélyesen (Sober Wizard and a Woodshop Workshop)      | James Widdoes        | Történet: Warren Bell & Ilana Wernick & Anne Flett-Giordano Tévéjáték: Gemma Baker & Alissa Neubauer & Adam Chase                       | 2020. december 17. 2022. szeptember 15. | 4,59 millió |
| 158. | 6.  | Egy izgalmas bevetés (Woo-Woo Lights and an Onside Kick)       | James Widdoes        | Történet: Warren Bell & Sheldon Bull & Nadiya Chettiar Tévéjáték: Nick Bakay & Susan McMartin & Britté Anchor                           | 2021. január 21. 2022. szeptember 15.   | 5,02 millió |
| 159. | 7.  | A négy kerekű álom (S’Mores and a Sadness Cocoon)              | James Widdoes        | Történet: Gemma Baker & Ilana Wernick & Chandra Thomas Tévéjáték: Warren Bell & Alissa Neubauer & Adam Chase                            | 2021. február 11. 2022. szeptember 15.  | 5,45 millió |
| 160. | 8.  | Kreatív ötletek (Bloody Stumps and a Chemical Smell)           | James Widdoes        | Történet: Nick Bakay & Susan McMartin & Britté Anchor Tévéjáték: Sheldon Bull & Anne Flett-Giordano & Nadiya Chettiar                   | 2021. február 18. 2022. szeptember 15.  | 5,34 millió |
| 161. | 9.  | Tiltott szerelem (Whip-Its and Emotionally Attuned Babies)     | James Widdoes        | Történet: Warren Bell & Adam Chase & Chelsea Myers Tévéjáték: Gemma Baker & Alissa Neubauer & Ilana Wernick                             | 2021. február 25. 2022. szeptember 15.  | 5,18 millió |
| 162. | 10. | Csordultig romantikával (Illegal Eels and the Cantaloupe Man)  | James Widdoes        | Történet: Susan McMartin & Ilana Wernick & Britté Anchor Tévéjáték: Alissa Neubauer & Adam Chase & Sheldon Bull                         | 2021. március 4. 2022. szeptember 15.   | 5,28 millió |
| 163. | 11. | Ami neked a legjobb (Strutting Peacock and Father O'Leary)     | Rebecca Ancheta Blum | Történet: Sheldon Bull & Susan McMartin & Britté Anchor Tévéjáték: Nick Bakay & Anne Flett-Giordano & Nadiya Chettiar                   | 2021. március 11. 2022. szeptember 15.  | 4,67 millió |
| 164. | 12. | Kísért a múlt (Tiny Dancer and an Impromptu Picnic)            | Nick Bakay           | Történet: Nick Bakay, Sheldon Bull & Chelsea Myers Tévéjáték: Susan McMartin, Britte Anchor & Nadiya Chettiar                           | 2021. április 1. 2022. szeptember 15.   | 5,00 millió |
| 165. | 13. | Bocsánatkérés és jóvátétel (Klondike-Five and a Secret Family) | James Widdoes        | Történet: Adam Chase & Susan McMartin & Anne Flett-Giordano Tévéjáték: Nick Bakay & Warren Bell & Robyn Morrison                        | 2021. április 8. 2022. szeptember 15.   | 4,93 millió |
| 166. | 14. | A siker kulcsa (Endorphins and a Toasty Tushy)                 | James Widdoes        | Történet: Alissa Neubauer & Sheldon Bull & Britté Anchor Tévéjáték: Gemma Baker & Ilana Wernick & Nadiya Chettiar & Matthew McGeehan    | 2021. április 15. 2022. szeptember 15.  | 5,35 millió |
| 167. | 15. | Hazugságok hálójában (Vinyl Flooring and a Cartoon Bear)       | James Widdoes        | Történet: Gemma Baker & Alissa Neubauer & Sheldon Bull Tévéjáték: Ilana Wernick & Britté Anchor & Nadiya Chettiar & Alexandra Melnick   | 2021. április 22. 2022. szeptember 15.  | 5,04 millió |
| 168. | 16. | A csók varázsa (Scooby-Doo Checks and Salisbury Steak)         | James Widdoes        | Történet: Nick Bakay & Warren Bell & Susan McMartin & Chandra Thomas Tévéjáték: Adam Chase & Anne Flett-Giordano & Emlyn Crenshaw       | 2021. április 29. 2022. szeptember 15.  | 5,30 millió |
| 169. | 17. | Hétköznapi hősök (A Community Hero and a Wide Turn)            | James Widdoes        | Történet: Gemma Baker & Alissa Neubauer & Ilana Wernick & Anne Flett-Giordano Tévéjáték: Sheldon Bull & Britté Anchor & Nadiya Chettiar | 2021. május 6. 2022. szeptember 15.     | 5,29 millió |
| 170. | 18. | Most már értem (My Kinda People and the Big To-Do)             | James Widdoes        | Chuck Lorre & Nick Bakay & Gemma Baker & Warren Bell                                                                                    | 2021. május 13. 2022. szeptember 15.    | 6,17 millió |